# ГЕС Дуглас
ГЕС Дуглас — гідроелектростанція у штаті Теннессі (Сполучені Штати Америки). Використовує ресурс із Френч-Брод-Рівер, лівого витоку річки Теннессі, яка дренує Велику долину у Південних Аппалачах та після повороту на північний захід впадає ліворуч до Огайо, котра в свою чергу є лівою притокою Міссісіпі (басейн Мексиканської затоки).
В межах проекту Френч-Брод-Рівер перекрили бетонною греблею висотою 61 метр та довжиною 520 метрів, яка потребувала 230 тис. м3 матеріалу. Вона утримує витягнуте по долині річки на 69 км водосховище з площею поверхні 111 км2 та об'ємом 1,8 млрд м3, з яких 1,33 млрд м3 можуть використовуватись для протиповеневих заходів.
Пригреблевий машинний зал обладнаний чотирма турбінами типу Френсіс — двома потужністю по 31 МВт (використовують напір у 30 метрів) та двома з показником по 26 МВт (напір 24 метри).
Відпрацьована на станції вода прямує до злиття витоків Теннессі, після чого потрапляє на ГЕС Fort Loudon — верхню станцію теннессійського каскаду.